# 小行星15851
小行星15851（15851 Chrisfleming）是一颗绕太阳运转的小行星，为主小行星带小行星。该小行星于1996年1月13日发现。

## 轨道参数
小行星15851的轨道半长轴为2.6798120 UA，离心率为0.143。